# Албатрос C.III
Albatros С.III е самолет, произведен от самолетостроителната фирма Albatros Flugzeugwerke GmbH в Германия и е приет на въоръжение в българската войска през 1916 година.

## Производител
Фирмата за производство на самолети Albatros Flugzeugwerke GmbH е основана през 1910 година от Валтер Хут (Walter Huth) с наименованието Albatros Werke AG в гр. Йоханистал край Берлин. В началото фирмата произвежда самолети копия на френските Farman mod. 1910 и Sommer mod. 1911, но благодарение на инженерите във фирмата са внесени промени в конструкцията – заменени са френските ротационни двигатели с въздушно охлаждане Gnome с немски четирицилиндрови, редови двигатели с водно охлаждане Argus. Създадена е и затворена гондола за пилота и наблюдателя. Натрупаният опит от първите произведени машини и благодарение на знаменития немски авиоконструктор Ернст Хайнкел, се създават поредица оригинални немски самолети, започвайки от Albatros B.I и получили развитие в последващи самолети от фамилията В и С и изтребители от фамилията D. През 1931 година Albatros Flugzeugwerke GmbH е погълната от Foke-Wulf Flugzeugbau AG.

## В българската авиация
На 15 октомври 1912 година българската военна авиация разполага с 3 броя Albatros-F-2 mod. 1911. В школата за пилоти на Albatros Flugzeugwerke GmbH е обучен и бойният пилот от българската авиация и неин бъдещ командир поручик Радул Милков. С един от тези самолети, на 16 октомври 1912 година е извършен разузнавателен полет от поручиците Радул Милков – пилот и Продан Таракчиев – наблюдател, над Одринската крепост. За този полет имаше спор дали е исторически, поради твърдението, че е извършена първата бомбардировка в историята на бойна авиация. Потвърдено е от документи, че първият боен полет е само разузнавателен, а първото бомбардиране е извършено на 17 ноември 1912 година от италианския летец Джовани Сабели и наблюдателя майор Васил Златаров със самолет Bleriot XI. През 1916 година, след подписване на протокол от офицерите летци Симеон Петров и Владимир Балан, от Германия са доставени 18 броя Albatros С.III, използвани на Южния (Македонския) фронт срещу силите от Съглашението за разузнавателни полети, коригиране на артилерийска стрелба и бомбардиране. След подписването на Ньойския договор от 27 ноември 1919 година са укрити два такива самолета и метални части и двигатели Mercedes D.III от разрушените по силата на договора. С тях през 1926 година в ДАР – Божурище под ръководството на инж. Херман Винтер започва производството на български самолети, обозначени като ДАР-2, но точно копие на Albatros С.III. Аеропланното училище започва обучение на нови летци за българската авиация с този тип машини.

## Конструкция
Albatros-F 2 Mod. 1911 е двуместен биплан, модернизиран вариант на френския самолет със задно разположен двигател и „тикащо“ витло. Пилотът и наблюдателят са разположени в затворена гондола, изнесена напред пред крилата. Тялото е фермена конструкция, без обшивка. Опашното оперение се състои от вертикални стабилизатори с кормила за посока и два хоризонтални стабилизатора по бипланна схема, които са и кормила за височина. Освен тях самолетът има и трето височинно кормило тип „патица“, разположено високо пред гондолата на летците. Двигателят е Argus, четирицилиндров, редови с водно охлаждане и мощност 100 hp.

Albatros C.III е двуместен биплан с предно разположен двигател и „теглещо“ витло. Двигателят е четирицилиндров, редови с водно охлаждане Benz Bz III или Mercedes D.III. Конструкцията е смесена с преобладаващо използване на дърво. Обшивката е платнена. Самолетът е предназначен за разузнаване, коригиране на артилерийска стрелба и бомбардировка. Носи бомбов товар до 90 kg. За водене на въздушен бой при нападение и защита, разполага с две картечници – синхронна картечница 1х7,92 mm Maxim-Spandau LMG 08/15 и една подвижна картечница за наблюдателя 1х7,92 mm тип Parabelum MG 14.

## Характеристики
Екипаж – 2

Двигател – Benz Bz III или Mercedes D.III

Мощност – 150 hp съответно 160 hp

Дължина – 8 m

Височина – 3,10 m

Разпереност -11,69 m

Носеща площ – 36,91 m2

Маса, празен – 851 kg

Маса, стартова – 1353 kg

Скорост, максимална – 140 km/h

Скорост, крайцерска – 120 km

Таван – 3350 m

Далечина на полета – 650 km